# The Farrington
The Farrington är en ort och ett distrikt på Anguilla. Den ligger i den centrala delen av landet, 4 kilometer öster om huvudstaden The Valley. Antalet invånare är 624.